# Kin Hubbard
Frank McKinney Hubbard (nascut l'1 de setembre de 1868 a Bellefontaine (Ohio) - mort el 26 de desembre de 1930 a Indianapolis, Indiana) fou un caricaturista, humorista i periodista estatunidenc més conegut pel seu nom de ploma "Kin" Hubbard.
Fou el creador de la tira còmica Abe Martin of Brown County que fou publicada als diaris estatunidencs des de 1904 fins a la seva mort el 1930 i va ser l'originador de moltes bromes polítiques que encara es fan servir. L'humorista nord-americà Will Rogers va declarar que Hubbard era "el millor humorista dels Estats Units".
El dramaturg, guionista i periodista estatunidenc Lawrence Riley va escriure l'obra biogràfica Kin Hubbard (1949) en la seva memòria. El van protagonitzar Tom Ewell i June Lockhart.